# نجات: عملیات ویژه
نجات: عملیات ویژه (به انگلیسی: Rescue: Special Ops) یک سریال درام پزشکی/پلیسی استرالیایی است که از ۲ اوت ۲۰۰۹ تا ۵ سپتامبر ۲۰۱۱ از شبکه ۹ تلویزیون استرالیا پخش می‌شد.

## بازیگران

### اصلی
- لیبی تنر در نقش میشل لتورنو، مدیر ایستگاه
- پیتر فلپس در نقش وینس مارچلو، هماهنگ کننده ایستگاه
- لس هیل در نقش دین گالاگر، افسر واحد
- جیجی ادجلی در نقش لارا نایت، افسر واحد
- دنیل امالم در نقش جردن جاواتکووسکی، افسر واحد
- کاترین هیکس Katherine Hicks در نقش هایدی ویلسون، افسر واحد
- اندرو لیز در نقش چیس گالاگر، افسر واحد
- لوک مک کنزی در نقش لیچی گالاگر، افسر واحد (فصل ۳)

### دوره‌ای
- ویل تراوال در نقش همیش مک اینتایر
- تیم مک کان در نقش ایان جانسون
- جسیکا نپر در نقش نیکول (فصل ۱)
- سیمون جید مک کیون در نقش فیونا چارلتون (فصل ۱)
- گری سوییت در نقش شین گالاگر (فصل ۱)
- مارتین دینگل وال در نقش جیک هادسون (فصل ۱)
- لوک پگلر در نقش بینگو (فصل ۲)
- ونسا گری در نقش رنه دالتری (فصل ۲)
- تاد لسنس در نقش کم (فصل ۳)